# Соболевка (Пензенская область)
Соболевка — село в Каменском районе Пензенской области России, входит в состав Владыкинского сельсовета.

## География
Село расположено в 14 км на юго-восток от центра сельсовета села Владыкино и в 28 км на юг от райцентра города Каменки.

## История
Основано между 1745 и 1762 гг. у Второй Вершины реки Чембар подпоручиком М.И. Владыкиным. В 1780 г. – в составе Чембарского уезда Пензенской губернии. В 1782 г. земельная дача Степана и Николая Михайловичей Владыкиных в одной меже с селом Владыкино, деревня располагалась на правом берегу вершины реки Большого Чембара, на ней был пруд; крестьяне на оброке и на пашне. В 1785 году показано за Алексеем Степановичем Владыкиным (у него 1298 ревизских вместе с крестьянами в селе Владыкине) и Софьей Александровной Владыкиной (здесь 890 ревизских душ). В 1864 г. – 142 двора, деревянная церковь во имя святого мученика Леонида (построена в 1851 г.). В 1896 г. – 233 двора, при селе 4 хутора Владыкина (5, 9, 13 и 1 дворов), в основном с мужским населением (ГАПО, ф.294, оп.1, е.хр.6). В 1911 г. – село Владыкинской волости Чембарского уезда, 3 крестьянских общества, 291 двор, в 2-х верстах – имение Шторха, церковь, земская школа, 7 ветряных мельниц, 4 кузницы, 3 лавки.
С 1928 года село являлось центром Соболевского сельсовета Каменского района Пензенского округа Средне-Волжской области. С 1935 года село в составе Свищевского района Куйбышевского края (с 1939 года — в составе Пензенской области). В 1955 г. – центр Соболевского сельсовета, колхоз имени Сталина. С 1959 года в составе Каменского района. В 1980-е гг. — в составе Владыкинского сельсовета, центральная усадьба совхоза «Соболёвский».
До 2011 года в селе работала основная общеобразовательная школа им. П.И. Замойского. 

## Население
| 1864 | 1877  | 1897  | 1911  | 1926  | 1930  | 1959 |
| ---- | ----- | ----- | ----- | ----- | ----- | ---- |
| 1128 | ↗1284 | ↗1559 | ↗1916 | ↗2080 | ↗2251 | ↘515 |
| 1970 | 1979  | 1989  | 2002  | 2010  |       |      |
| ↘447 | ↘336  | ↗344  | ↗383  | ↘372  |       |      |

## Известные люди
Соболевка — родина писателя Петра Ивановича Замойского.